# 阿特伍德機

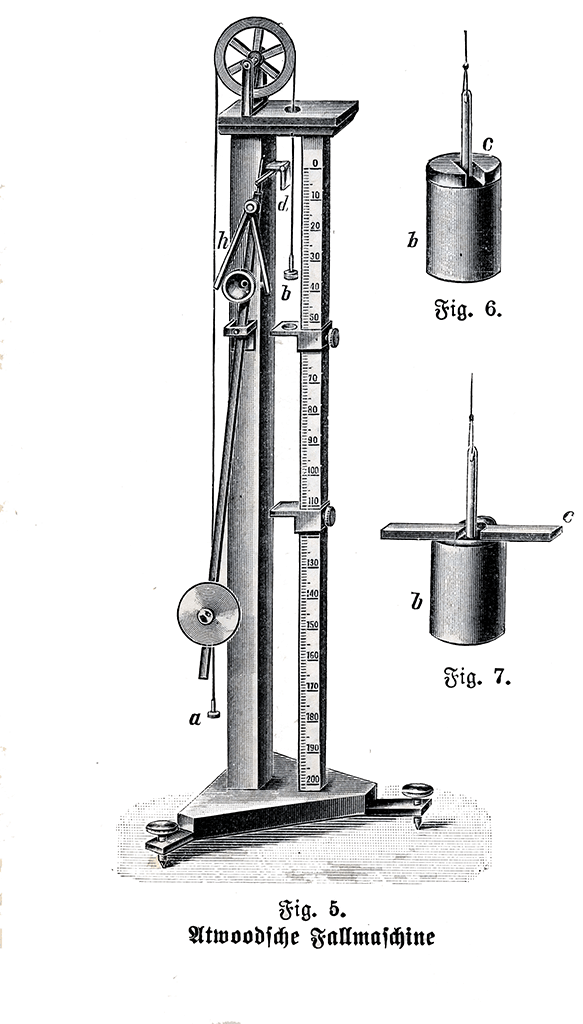
阿特伍德机，1905年。

阿特伍德機（Atwood machine，又譯作阿特午德機或阿特午機），是由英國牧師、數學家兼物理學家的乔治·阿特伍德在1784年发表的《关于物体的直线运动和转动》一文中提出的，用於測量加速度及驗證運動定律的機械。此機械現在經常出現於學校教學中，用來解釋经典物理學的原理，验证力學中做恒定加速度运动的运动规律。
一個理想的阿特伍德機包含兩個物體質量m1和m2，及由無重量、無彈性的繩子連結並包覆理想且無重量的滑輪。

當{\displaystyle m_{1}=m_{2}}，无论兩物體在何位置、機器處於力平衡的狀態。當{\displaystyle m_{2}>m_{1}}时，兩物體皆以大小相等的加速度做运动。

## 恆定加速度的方程式
我們可以藉由分解力的方法得到一個加速度的方程式。如果繩子無重量、無彈性，滑輪理想（無視半徑）且無重量，那麼我們只需要考慮張力（T），還有兩個物體的重量（mg）。先找出個別影響兩物體的力,當{\displaystyle m_{2}>m_{1}}时,
m1的力:
{\displaystyle \;T-m_{1}g}
m2的力: 
{\displaystyle \;m_{2}g-T}
利用牛頓第二運動定律, {\displaystyle \;T-m_{1}g=m_{1}a}, {\displaystyle \;m_{2}g-T=m_{2}a} 。
将这两个方程式相加, 我們可以得到整個系統的恒定的加速度的方程式。定义合力{\displaystyle \sum F}, 我们有 {\displaystyle \sum F=(m_{2}g-T)+(T-m_{1}g)=g(m_{2}-m_{1})} 。
{\displaystyle \sum F=ma}
{\displaystyle a={\sum F \over m}}
{\displaystyle \sum F=g(m_{2}-m_{1})}
{\displaystyle \;m=(m_{1}+m_{2})}
{\displaystyle a=g{m_{2}-m_{1} \over m_{1}+m_{2}}}
阿特伍德機有時候也被用來說明拉格朗日力學中獲得的運動方程式。

## 计算張力的方程式
上述的方程式也可用來計算繩子上的張力，只需要將得到的等加速度方程式代入兩物體的力方程式之一中。
{\displaystyle a=g{m_{2}-m_{1} \over m_{1}+m_{2}}}
例如代入{\displaystyle m_{1}a=T-m_{1}g}，我們得到
{\displaystyle T=g{2m_{1}m_{2} \over m_{1}+m_{2}}}
藉由同樣的方法，張力也可以從{\displaystyle m_{2}a=m_{2}g-T}中求得。

## 有轉動慣量滑輪和摩擦存在的情况
若m1與m2之間的重量差别很小時，半徑为（r）的滑輪的轉動慣量（I）不可以被忽略。当不打滑时，滑輪的角加速度可以從以下算式求得：
{\displaystyle \alpha ={a \over r}}
在此情況下，作用于滑輪上的總力矩為：
{\displaystyle \tau _{Total}=\left(T_{2}-T_{1}\right)r-\tau _{friction}=I\alpha }
把该方程式与两个垂吊物体的方程式 {\displaystyle \;T_{1}-m_{1}g=m_{1}a}, {\displaystyle \;m_{2}g-T_{2}=m_{2}a} 联合求解 {\displaystyle \;T_{1}}, {\displaystyle \;T_{2}} 和 {\displaystyle \;a}，我们得到：
{\displaystyle a={g(m_{2}-m_{1})-{\tau _{friction} \over {r}} \over {m_{1}+m_{2}+{{I} \over {r^{2}}}}}}

{\displaystyle T_{1}={m_{1}g(2m_{2}+{{I} \over {r^{2}}}+{\tau _{friction} \over {rg}}) \over {m_{1}+m_{2}+{{I} \over {r^{2}}}}}}
{\displaystyle T_{2}={m_{2}g(2m_{1}+{{I} \over {r^{2}}}+{\tau _{friction} \over {rg}}) \over {m_{1}+m_{2}+{{I} \over {r^{2}}}}}}